# Sewardiella tuberifera
Sewardiella tuberifera är en bladmossart som beskrevs av Shiv Ram Kashyap. Sewardiella tuberifera ingår i släktet Sewardiella och familjen Petalophyllaceae. IUCN kategoriserar arten globalt som sårbar. Inga underarter finns listade i Catalogue of Life.